# Club Patí Sitges
El Club Patí Sitges és una entitat esportiva fundada el 1983 a Sitges, Garraf, amb la finalitat de promoure i practicar l'hoquei sobre patins. Ha militat en totes les categories de l'hoquei català i espanyol, i va aconseguir sota la direcció de Carlos Figueroa l'ascens a l'OK Lliga durant la temporada 2007-08, només tres anys després del seu ascens a la categoria de plata de l'hoquei sobre patins, que fou assolit en la temporada 2004-05.

## Història
La temporada 2007-2008 va suposar aconseguir l'ascens a la màxima categoria de l'hoquei sobre patins per primera vegada, després d'aconseguir el títol de la segona categoria estatal. A l'inici de la temporada, l'entitat va fitxar com a entrenador Carlos Figueroa Lorente que va aportar al club la seva dilatada experiència per pujar de categoria. L'equip va estar durant totes les jornades de la lliga en posició d'ascens i només en dues d'aquestes no va ser el primer. A la Copa del Príncep d'Astúries, fou eliminat a semifinals per 3 a 2 contra el SHUM Maçanet.
La Temporada 2008-2009, l'equip tingué dos entrenadors: Ramon Peralta (fins a novembre 2008) i Xavi Navarrete (des de novembre 2008). Al final de temporada, quedaren setzens, cosa que el feu descendir a Primera Divisió Espanyola, fet que es va tornar a reproduir en la següent temporada quan van recular fins a Primera Nacional Catalana.

## Jugadors destacats
- Sergi Miras[6]